# Guido Sontag (General, 1821)
Guido Philipp Joseph Sontag (* 3. Oktober 1821 in Merzig; † 4. Februar 1889 in Nassau) war ein preußischer Generalmajor.

## Leben

### Herkunft
Guido war ein Sohn des Kreissekretärs Eugen Sontag († 1881) und dessen Ehefrau Marie, geborene Ruff († 1837).

### Militärkarriere
Nach dem Besuch des Gymnasiums in Saarbrücken trat Sontag am 24. Oktober 1839 als Freiwilliger in die 8. Pionier-Abteilung der Preußischen Armee ein. Zur weiteren Ausbildung war er von Oktober 1840 bis Juli 1842 an die Vereinigte Artillerie- und Ingenieurschule kommandiert und wurde Mitte Oktober 1842 als Sekondeleutnant der 3. Ingenieur-Inspektion aggregiert. Nach knapp vier Monaten Dienst bei der 2. Pionier-Abteilung wurde Sontag am 2. Oktober 1843 der 1. Ingenieur-Inspektion aggregiert und am 30. Dezember 1845 einrangiert. In der Folge war er zur Fortifikation in Thorn, Spandau und Danzig sowie nach seiner Beförderung zum Premierleutnant nach Luxemburg kommandiert. Am 10. März 1853 wurde Sontag in die 8. Pionier-Abteilung versetzt und am 23. Oktober 1855 zum Hauptmann befördert. Anschließend kam er am 24. März 1856 in die Festung Minden und am 14. März 1859 in die Festung Koblenz. Von dort kam er am 24. März 1865 kam als Ingenieuroffizier vom Platz in die Festung Cosel. Er wurde am 12. September 1865 zum Major befördert und am 17. Juni 1867 als Ingenieuroffizier vom Platz in die Festung Stettin versetzt. Sontag stieg Ende März 1868 zum Oberstleutnant auf und erhielt nach dem Krieg gegen Frankreich am 18. August 1871 den Charakter als Oberst. Das Patent zu seinem Dienstgrad wurde ihm am 9. Januar 1873 verliehen. Am 12. April 1873 wurde Sontag zum Inspekteur der 7. Festungs-Inspektion in Köln ernannt und in dieser Stellung anlässlich des Ordensfestes im Januar 1875 mit dem Roten Adlerorden III. Klasse mit Schleife ausgezeichnet. Unter Verleihung des Charakters als Generalmajor wurde er am 15. Mai 1875 mit Pension zur Disposition gestellt.
Er starb am 4. Februar 1889 in Nassau.

### Familie
Sontag heiratete am 2. August 1856 in Koblenz Karoline Hofmann (1827–1893). Das Paar hatte mehrere Kinder:
- Leo (1857–1929), preußischer General der Infanterie
- Guido (1858–1931), preußischer Generalleutnant
- Alfred (1862–1868)